# Bosque Nacional White River
El Bosque Nacional White River (en inglés, White River National Forest) es un bosque nacional en el noroeste de Colorado. Lleva el nombre del río Blanco que pasa por su tramo norte. Es el Bosque Nacional más visitado de los Estados Unidos, principalmente por los usuarios de las doce áreas de esquí dentro de sus límites.
El bosque contiene 9.250 km². En orden descendente de superficie terrestre, se encuentra en partes de los condados de Eagle, Pitkin, Garfield, Summit, Río Blanco, Mesa, Gunnison, Routt y Moffat.
El Bosque Nacional White River proporciona un hábitat importante para ciervos, alces, ovejas montesas, cabras montesas, osos, pumas, linces, linces, alces, aves rapaces, aves acuáticas, truchas y muchas otras especies de vida silvestre.
El bosque contiene 3.058 km de caminos del sistema forestal, 4.023 km de senderos y los embalses de Dillon, Green Mountain, Ruedi y Homestake.
El bosque se gestiona desde las oficinas del Servicio Forestal en Glenwood Springs. Hay oficinas de distrito de guardabosques locales en Aspen, Carbondale, Eagle, Meeker, Minturn, Rifle y Silverthorne.

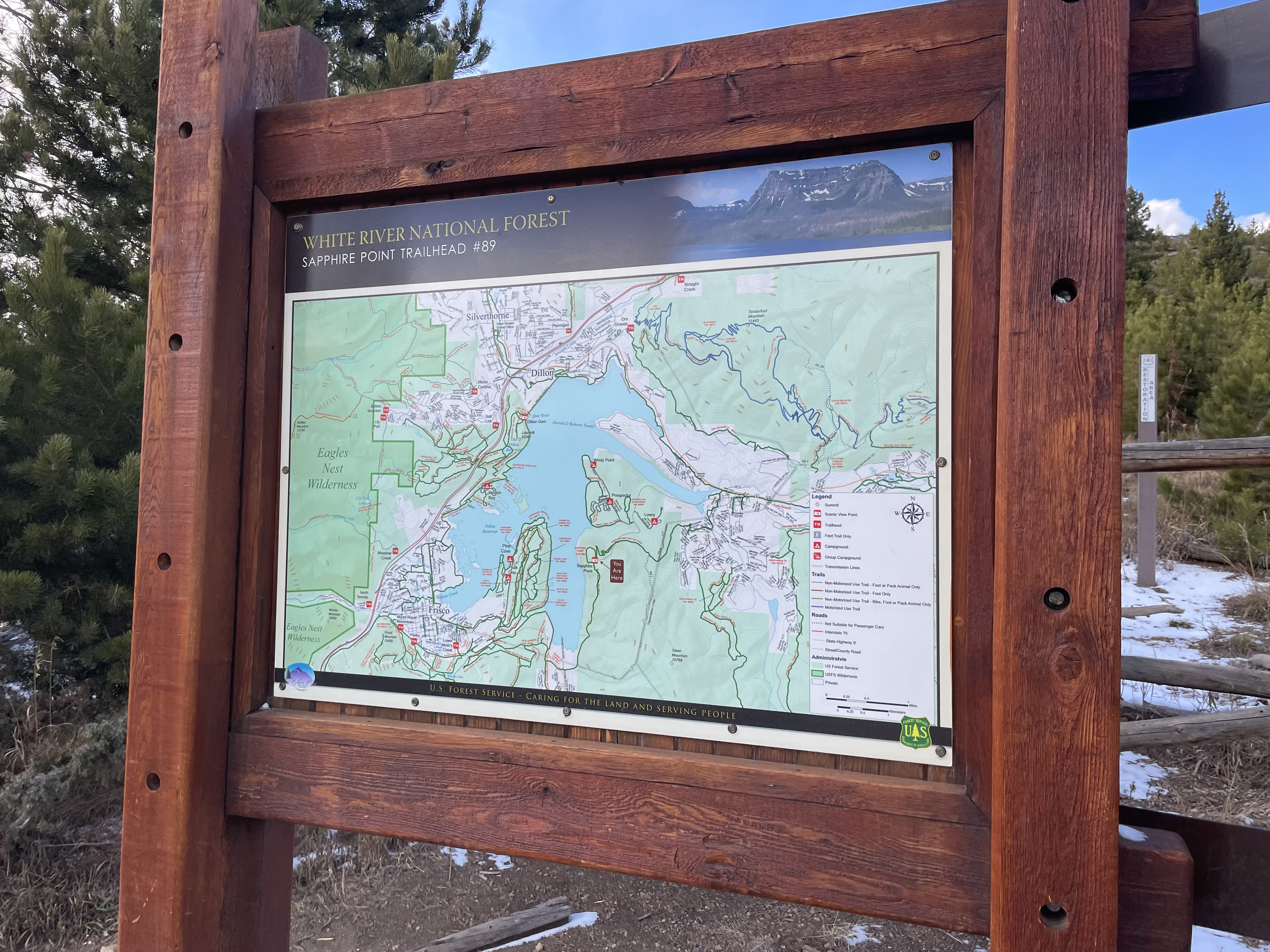
Letrero del mapa del Bosque Nacional White River, fotografía tomada cerca de Sapphire Point

El distrito de Dillon Ranger, que se quedó sin Silverthorne, fue transferido del Bosque Nacional Arapahoe al Bosque Nacional White River en 1998.